# Somogyi József (filozófus)
Somogyi József (Vác, 1898. október 24. – Szeged, 1948. január 24.) magyar filozófus és pedagógus.
Kutatási területei: Fenomenológia. Tehetségvizsgálat.

## Életpályája
Felsőfokú tanulmányokat a budapesti egyetem természettudományi karán folytatott, német egyetemeken is tanult Freiburgban és Münchenben, 1920-ban szerzett matematika-fizika-filozófia szakos középiskolai tanári diplomát.
1920-1928-ig a budapesti Ferencz József Nevelőintézetben tanított, közben 1927-ben magántanári képesítést szerzett filozófia ismeretelmélete, logika, pszichológia és metafizika tárgykörökből a budapesti egyetemen. 1928-tól 1930-ig a Mária Terézia Leánylíceumban tanított a VII. kerületben.
1930. szeptember 1-jétől a Szegedi Állami Polgári Iskolai Tanárképző Főiskola Filozófia-Pedagógia Tanszékére nevezték ki tanszékvezető főiskolai tanárnak, haláláig töltötte be ezt a tisztséget, közben 1937-től címzetes rendkívüli egyetemi tanár a budapesti egyetemen.

## Főbb művei
- Az indukció elmélete (Bp., 1921)
- A fenomenológia történeti és kritikai vizsgálata (Bp., 1926)
- A lényeg problémája (Bp., 1926)
- Túlterhelés és tehetségvédelem (Bp., 1929)[1]
- Az ideák problémája. (Bp., 1931)
- A tehetségvizsgálatok módszeréről.(Szeged, 1933/34.)[2]
- Tehetség és eugenika (Bp, 1934, németül is)
- Átöröklés és nevelés (Bp., 1935)
- Magyarország tehetségtérképe. = Társadalomtudomány 1942. 1. 56-75. p. [Ua., különlenyomatban: Bp. Stephaneum ny., 1942. 20 p. Melléklete: A Magyar Birodalom tehetségtérképe.]
- Magyarország tehetségtérképe.[3] [Recenzió a Társadalomtudomány 1942. 1. számában megjelent tanulmányról.] = Nép és Családvédelem 1942. 5. 188. p.
- Hazánk közoktatásügye (Bp., 1942)

## Társasági tagság
- Aquinoi Szent Tamás Társaság
- Szent István Akadémia
- Magyar Pszichológiai Társaság
- Magyar Paedagogiai Társaság
- Dugonics Társaság

## Külső hivatkozások
- MÉL
- Bánfai József: „A tehetség-probléma hazai történetének irodalma a kezdetektől 1950-ig.” Bibliográfia.